# Las maniobras de la Carbonita (Star Trek: La serie original)
"Las maniobras de la Corbomita" es episodio 10 en ser transmitido y el 2 en ser producido de la primera temporada de Star Trek: La serie original, fue transmitido por primera vez el 10 de noviembre de 1966, y repetido el 11 de mayo de 1967. Es el primer episodio regular en ser producido después de los dos pilotos, aunque fue transmitido mucho más tarde en la temporada. Fue escrito por Jerry Sohl, dirigido por Joseph Sargent y creado y producido por Gene Roddenberry.
El episodio presenta a un muy joven Clint Howard, hermano del actor y posteriormente director Ron Howard, quien representa el rol de "niño" extraterrestre al final (con una distorsionada y etérea voz doblada por Walker Edmiston). Este episodio fue también la primera vez en que DeForest Kelley representó al Dr. Leonard McCoy, Nichelle Nichols a la teniente Uhura y Grace Lee Whitney a la Yeoman Rand, aunque los espectadores los vieron por primera vez en "La trampa humana".
Resumen: La USS Enterprise se encuentra con una nave estelar de enormes dimensiones y a un inusual piloto.
En la versión Bluray publicada el 28 de abril de 2009 por la Paramount, ASIN: B001TH16DS, el título de este episodio en el audio en español es dado como La maniobra Corbomita.

## Trama
En la fecha estelar 1512.2, la USS Enterprise, comandada por el capitán James T. Kirk, finaliza una misión de tres días mapeando estrellas cuando un novato navegante, el teniente Dave Bailey (Anthony Call), detecta un gran cubo giratorio multicolor flotando en el espacio frente a la nave. Spock le ordena al timonel Sulu hacer sonar la alerta.
Mientras en la enfermería el Dr. McCoy le está tomando al capitán Kirk su examen físico cuatrimestral obligatorio. McCoy se da cuenta de la luz que indica la alerta, pero no la menciona a Kirk, quien no la pueda ver. Spock llama para informar a Kirk acerca del cubo, que se ha quedado quieto frente a la nave. Kirk se enoja con McCoy por no haberle informado de la luz de alerta pero McCoy testarudamente insiste que no entra en pánico cada vez que se da la alerta.
En el puente el Sr. Scott estudia el cubo pero no logra ver cómo funciona. Un nervioso e inexperto Bailey sugiere atacarlo con los fáser. Kirk llega y ordena alejarse del objeto. El cubo responde acercándose aún más y comienza a emitir una radiación dañina. Kirk es finalmente forzado a destruirlo.
En el camarote de Kirk, poco después, la Yeoman Rand le trae una sosa ensalada, por órdenes del Dr. McCoy. McCoy le dice al capitán que está a dieta ya que ha subido de peso.  En el medio de una serie de prácticas de ataque, Sulu interrumpe las simulaciones, y Spock le informa al capitán que un objeto mucho más grande se acerca rápidamente.
Respondiendo a la destrucción del objeto  – del que luego la tripulación se entera de que era un marcador fronterizo –  una gigante esfera reluciente se acerca rápidamente a la Enterprise. Es tan grande que llena por completo la pantalla del puente, incluso con un bajo aumento. El controlador de la nave, Balok, identifica su nave como el Fesarius, la nave insignia de la "Primera Federación".
El Sr. Spock logra obtener una imagen de Balok, la que muestra a un humanoide grotesco, de piel azulada con una cara aterradora. Balok ignora el saludo de Kirk, y anuncia que él destruirá a la Enterprise por traspasar la frontera de la Primera Federación y destruir la boya marcadora. Balok le informa a la tripulación que ellos tienen diez minutos para orar a sus deidades personales antes de ser destruidos.
Durante la agonizante espera para su destrucción, Bailey finalmente cede a sus temores. Él grita en forma descontrolada, irracionalmente, particularmente cuando Sulu le hace notar el tiempo que resta. Habiendo tenido suficiente del comportamiento de Bailey, Kirk le ordena que salga del puente.
Cuando el Sr. Spock compara la situación con un juego de ajedrez: "En el ajedrez, cuando un jugador es superado, el juego se acaba" y se lamenta por no poder encontrar una respuesta lógica. Kirk le replica que la solución no es el ajedrez sino que es el póquer. Él engaña a Balok al decirle que la Enterprise tiene integrado una substancia conocida como Corbomita que es un material y un dispositivo que previene los ataques, ya que si cualquier energía destructiva toca la nave, una reacción inversa de igual fuerza es creada, destruyendo al atacante.
Aparentemente creyendo la mentira, Balok no destruye a la nave como había dicho anteriormente. Durante una pausa, Bailey, ahora más calmado, regresa al puente y solicita permiso para regresar a su puesto, a la cual Kirk accede. Poco después, Balok hace contacto directo con la Enterprise, solicitando detalles acerca del dispositivo Corbomita. Después de dejar pasar un rato, principalmente para hacer que Balok se inquiete, Kirk se rehúsa.
Un remolcador se separa del Fesarius y arrastra a la Enterprise más hacia el interior del espacio de la Primera Federación, donde Balok anuncia que él internará a la tripulación y destruirá a la Enterprise. Durante el remolque, Kirk ordena que la Enterprise gradualmente incremente la resistencia al rayo tractor del remolcador. Poco antes de que los motores de la Enterprise exploten por la sobrecarga, se liberan del rayo tractor. Esto daña a la otra nave. Con su fuente energía casi totalmente drenada, el remolcador no puede ni siquiera pedir ayuda a su nave madre.
Más que huir, Kirk, McCoy y Bailey arman una partida de desembarco para ir en auxilio de los tripulantes del remolcador. Scotty, operando el transportador, les dice que deben agacharse, ya que los sensores revelan que el remolcador tiene un techo muy bajo. Al llegar a la otra nave, ellos descubren rápidamente que el 'Balok' que aparecía en su pantalla era solo un muñeco. El real Balok se revela, apareciendo semejante a un niño hiperinteligente. Él les da la bienvenida a la nave con mucho entusiasmo, ofreciéndoles "tranya", su bebida favorita.
Balok les explica que él solo estaba probando a la Enterprise y a su tripulación para descubrir sus verdaderas intenciones. Aunque había podido leer los registros y computaciones de la Enterprise, pensó que podría haber sido una decepción. Él hizo su muñeco ya que sabía que su verdadera apariencia no asustaría a nadie.
Kirk y sus compañeros finalmente se relajan. Balok informa que controla la Fesarius sin ninguna ayuda pero echa mucho de menos una compañía y alguien para conversar. Expresa su deseo de aprender más acerca de los humanos y su cultura, de esa forma el teniente Bailey es ofrecido como voluntario, por Kirk, para permanecer en la nave de Balok como un emisario de la Federación.

## Producción
Este episodio fue el primero de la serie regular en ser producido, inmediatamente después de los dos pilotos, "La jaula" y "Un lugar jamás visitado por el hombre", que habían sido realizados en 1964 y 1965 respectivamente.  Fue filmado en un diferente escenario en Hollywood.  Los escenarios fueron transferidos desde la ubicación de los estudios Desilu en Culver City, y una nueva sala de motores fue construida. La filmación comenzó el 24 de mayo de 1966. El episodio fue guardado hasta noviembre, convirtiéndose en el décimo episodio en ser transmitido, ya que se prefirió enfocar en relatos basados en planetas al comienzo de la temporada de la serie.

### Remasterización del aniversario de los 40 años
Este episodio fue remasterizado en el año 2006 y fue transmitido por primera vez el 10 de diciembre de 2006 como parte de la remasterización de la Serie Original. Fue precedido una semana antes por La colección de fieras y seguido después de una pausa de tres semanas por los feriados por Hijo de un jefe. Además del audio y video remasterizado, y todas las animaciones de la USS Enterprise realizadas por CGI que es el estándar de todas las revisiones, los cambios específicos para este episodio son:
- El cubo de la boya aparece como un efecto realizado por CGI. La luz amarilla, azul y roja de la boya se refleja en el casco de la Enterprise.
- El Fesarius y el remolcador aparecen como creaciones CGI. A los domos de la Fesarius les fueron dados una apariencia facetada como de vidrio.
- El cronómetro en el puente de la Enterprise así como los indicadores de la temperatura de los motores fueron revisados. La imagen mostrada en la pantalla del computador en la sala de reuniones fue modificada para mostrar una carta estelar detallada.

## Recepción
Zack Handlen de The A.V. Club calificó al episodio con una 'A', describiéndole como "La serie original en su mejor cara, con buen ritmo y temáticamente coherente". Handlen también destacó la nota de optimismo del final.

## Parodia
Este episodio fue parodiado durante la aparición de William Shatner en Comedy Central's Roast, con Balok apareciendo como un invitado vía video como un adulto más viejo (con Clint Howard retomando su rol), diciendo "¡Yo he crecido un poco, y así también mi sed por tranya! A diferencia de ti Bill, admito que tengo un problema con la bebida".  Balok también se burló de la calvicie de Shatner y concluyó deseándole una tarde placentera.
El episodio también fue parodiado en Mr. Show en su episodio 409, "Sad Songs Are Nature's Onions" (Las canciones Tristes son las Cebollas de la Naturaleza).
Una foto del aterrador muñeco de Balok se convirtió en parte de los créditos de cierre de Star Trek, apareciendo durante el crescendo del tema musical. Esta secuencia es parodiada en el episodio de Futurama "Where No Fan Has Gone Before". Durante los créditos de cierre, Kif Kroker es mostrado como Balok, incluso aunque esa escena no aparece en el episodio de Futurama.
Una imagen del muñeco Balok fue usada por el productor Robert Justman para reírse de su colega Herbert Solow. Cuando el nombre de Solow aparece en los créditos finales, lo hace sobreimpuesto sobre la cara del muñeco.
En el Encuentro para restaurar la sanida y/o el temor el 30 de octubre de 2010, Jon Stewart usó la amenaza imaginaria de la "corbomita" en un envase de agua embotellada para ilustrar cómo las figuras de la farándula (personificadas por Stephen Colbert) crean y magnifican los temores del público. "Uno se asusta de algo que no es real" dijo  Stewart.
En el episodio Suicidio Asistido de The Venture Bros. el Esbirro #21 sirve bebidas para sí mismo y el Dr. Mrs El Monarca, llamándola tranya. Ella responde con "Espero que lo disfrutes tanto como yo" antes de mencionar lo mucho que la asustaba el hermano menor de Ron Howard.